# Tillbaks igen
Tillbaks igen är ett album från 2000 av det svenska dansbandet Grönwalls.

## Låtlista
1. Tillbaks igen (Duett: Camilla Linden och Micke Andersen) (K. Fingal-H. Krohn)
2. En stjärna föll (Bert Månson)
3. Manana (Al Anderson-Keith Almgren)
4. Den allra bästa tiden  (A. Överland-C. Lösnitz)
5. Alla ord på vägen (C. Kindbom-T. Thörnholm)
6. Rör vid mig (C. Kindbom-T. Thörnholm)
7. Högt uppe på berget (Bert Månson)
8. Ännu en dag (C. Kindbom-T. Thörnholm)
9. Vill du ha mig (B. Nilsson)
10. varje gång jag drömmer (L. Holm-G. Lengstrand)
11. Visa vad du går för (T. Pettersson)
12. Jag ger dig min dag (H. Sethsson)
13. When Love Starts Talkin' (J. O'hara-B. Warfer-G. Nicholson)
14. Sänd mig ett minne (Send Me the Pillow) (H-J. Holm)